# Jan W. Morthenson
Jan Wilhelm Morthenson, född 7 april 1940 i Örnsköldsvik, död 22 oktober 2024 i Stockholm, var en svensk tonsättare.

## Biografi
Morthenson studerade för Runar Mangs och Ingvar Lidholm. Han studerade även estetik vid Uppsala universitet och för den tyske musikteoretikern Heinz-Klaus Metzger vars kritiska avantgardistiska idéer betydde mycket för Morthenson.
Morthenson var mycket aktiv inom svenskt musikliv genom artiklar i dags- och fackpress och inom Sveriges Radio. Han valdes in som medlem i Föreningen svenska tonsättare 1965. Han var styrelseledamot i Elektronmusikstudion (EMS) 1973–1975, ordförande i svenska sektionen av Internationella samfundet för samtida musik (ISSM) 1974–1975, vice ordförande i ISCM:s presidieråd 1975–1978 och ordförande i Fylkingen 1975–1976.
Mannen bakom den nonfigurativa musiken såväl som metamusiken; den senare för vilken han väl bör anses vara mest nämnd för i Sverige. Internationellt är det icke desto mindre den nonfigurativa musiken – som är tydligt inspirerad av musikfilosofen Theodor Adorno – som etablerade honom.
Morthenson var en mycket produktiv komponist. Utöver verk i ovan nämnda stilar komponerade han ett betydande antal elektroakustiska verk. Han var dessutom verksam som bildkonstnär och därtill en synnerligen flitig debattör.

## Priser och utmärkelser
- 1977 – Stora Christ Johnson-priset för Morendo
- 1985 – Rosenbergpriset

## Verkförteckning
- Sinfonia da camera op. 1, för kammarensemble (1960)
- Wechselspiel I för cello (1960)
- Coloratura I för stråkorkester (1961)
- Canzona för 6 körgrupper och 2 slagverkare (1961)
- Wechselspiel II för flöjt (1961)
- Wechselspiel III för piano och slagverk (1961)
- Chains – Mirrors, elektroakustiska transformationer för kvinnliga röster (1961/63)
- New Organ Music för orgel (1961–73)
  - ”Some of These...” (1961/63)
  - ”Pour Madame Bovary” (1962/1973)
  - ”Encores” (1962/73)
  - ”Eternes” (1964/73)
  - ”Decadenza I”, metamusic (1968/73)
  - ”Farewell”, metamusic (1970/73)
- Coloratura II för kammarorkester (1962)
- Courante I; II; III för piano (1962)
- Coloratura III för kammarorkester (1962/63)
- Antiphonia I för kammarorkester (1963)
- Coloratura IV för orkester (1963)
- Antiphonia II för kammarorkester (1965)
- Neutron Star, elektroakustisk musik (1967)
- Colossus, metamusik för stor orkester (1970)
- Decadenza II för orkester (1970)
- Senza, metamusik för stråkorkester (1970)
- Antiphonia III för kammarorkester (1970)
- Ultra, elektroakustisk musik (1970)
- Labor, metamusik för kammarorkester (1971)
- Life per complesso da camera ed orchestra för tenor och orkester till nonsenstext (1972)
- Video 1, synestesi-etyder för 8 stråkar (1972)
- Down för flöjt (1972)
- Five Pieces for Orchestra för orkester (1973)
- Alla marcia för damkör och orkester (1973)
- Soli för blåskvintett (1974)
- Anticanti för blandad kör med 6 soli eller stråkorkester med 6 soli eller blandning därav (1975)
- Cultura, metamusik för 4 orglar, 2 gossopraner, baryton, elgitarr, elbas, 2 slagverkare och elektronik (1975)
- Unisono : Duo för fagott och piano/cembalo/harpa (1975)
- Morendo för orkester, kör och tape (1977)
- Tremor för violin (1977)
- Attacca för blåsorkester och tape (1977–78)
- Intimi för basklarinett, fagott och tape (1978)
- Musica nera för kammarorkester (1979)
- Kindertotenlied för blåskvintett och tape (1979)
- Stereos för 2 pianon (1979)
- Monodia för orkester (1980)
- Stone Movements för klarinett, trombon, cello och piano (1980)
- Konsert för orgel och orkester (1981)
- Trauma, metaopera för radio (1981)
- Fragment av en folkvisa (”O tysta ensamhet”), elektroakustisk musik (1981)
- Slutord (”Lo I am with you”) för blandad kör a cappella till text ur Matteusevangeliet (1982)
- Ancora, metamusik för stråkkvartett (1983)
- Aria för brasskvintett (1983)
- Diaphonia för piano och tape (1983)
- 1984 för orkester (1984)
- Strano för blåskvintett och tape (1984)
- Erinnerung för saxofon (1984)
- Memory för saxofon (1984)
- Dead Ends för piano (1984)
- Energia I för blåsorkester (1984/1986)
- Après Michaux för stråkkvartett, live-elektronik och recitatör till text av Henri Michaux (1985)
- Materia för sopran/instrument, blandad kör, instrument eller synth och orgel (1985)
- Improvisation 300 och Estremi, fantasi för piano över en fuga, BWV 565 (1985)
- Restantes för orgel (1985)
- Frühlingslied för sopran, basklarinett och piano till text av Heinrich Heine (1986)
- Kyrie für Kinder för barnkör, stråkar och piano (1986)
- Paraphonia för blåsorkester, 3 slagverkare, stråkkvartett och synth (1987)
- Chorale för saxofonkvartett (1987)
- Andliga sånger för röst, flöjt, elgitarr, elbas och slagverk till text ur Den svenska psalmboken (1988)
- Once för klarinett, cello och piano (1988)
- Silence XX för laser och tape (1988)
- Contra för kammarorkester (1990)
- Scaena för saxofonkvartett och synth (1990)
- Exit för piano och synth (1991)
- Discantus för orgel och kammarensemble (1992)
- Intra för saxofon och gitarr (1993)
- Resign för saxofonkvartett, MIDI-sax och synth (1994)
- Interna för orkester (1996)
- Estonia för stråkorkester (1997)
- Interior Drums för 6 slagverkare (1997)
- Post scriptum, variationer för orgel över fuga i d moll, BWV 565 (1997)
- Sonora, gitarrkonsert (1999)
- Vogler för orgel (1999)
- Epilogos (Stråkkvartett nr 3) (2007)